# Skup weksli
Skup weksli – operacja zamiany weksla na gotówkę przed upływem terminu płatności. W państwach, w których obrót wekslowy jest rozpowszechniony, taka zamiana możliwa jest w banku, a sam weksel jest wykorzystywany przez przedsiębiorstwa jako narzędzie finansowania działalności (w formie udzielanych kredytów pod zabezpieczenie wekslowe lub poprzez nabycie wierzytelności wekslowej przez bank na własny rachunek).
Posiadacz weksla (podawca) może otrzymać gotówkę z chwilą wyrażenia przez bank zgody na przyjęcie weksla (o ile w ocenie banku weksel spełnia wymogi formalne oraz podawca posiada zdolność do przejęcia zobowiązania w sytuacji, gdyby główny dłużnik wekslowy nie był w stanie wywiązać się ze zobowiązania w terminie). Posiadacz weksla otrzyma gotówkę w wysokości nominalnej sumy weksla pomniejszonej o dyskonto, tzn. o odsetki obliczone według stopy dyskontowej przy zastosowaniu następującego wzoru:
{\displaystyle O={\frac {d\cdot t}{365}}={\frac {S}{100}},}
{\displaystyle O={\frac {S\cdot d}{100}}={\frac {t}{365}},}
gdzie:
{\displaystyle O} – suma potrąconych odsetek,
{\displaystyle d} – stopa dyskonta,
{\displaystyle t} – liczba dni od dnia przyjęcia weksla do terminu jego płatności,
{\displaystyle S} – suma wekslowa.
Bank, który uczestniczył w operacji skupu weksli, może je zatrzymać do zapadającego terminu zapłaty (wówczas korzyścią dla banku będzie kwota potrąconego dyskonta), ale może również odstąpić weksle w innym banku (najczęściej banku centralnym). Odstąpienie już zdyskontowanych weksli to redyskonto weksli (link do terminu). Jeżeli inny bank (najczęściej bank centralny) uzna, że może przyjąć weksel, oblicza należne odsetki stosując stopę redyskontową (najczęściej niższą od stopy dyskontowej).